# Királyi Pál utca (Budapešť)
Királyi Pál utca je ulice v hlavním městě Maďarska, Budapešti. Leží v samotném středu města, v pátém obvodě. Spojuje univerzitní náměstí (Egyetem tér) s náměstím Kálvin tér.

## Název
Svůj současný název má podle novináře a publicisty Pála Királyiho. Jeho příběh připomíná i v ulici umístěná pamětní deska.

## Historie
V 18. století byla známá jako Schützen Gasse. Později se objevuje pod názvem Lövész utca. Současný název získala nejspíše na počátku 20. století.

## Doprava
Jedná se o jednosměrnou městskou ulici. Severní část je uzavřena pro silniční dopravu a funguje jako pěší zóna.

## Významné objekty
- Rektorát Eötvösovy univerzity